# Georges Guétary

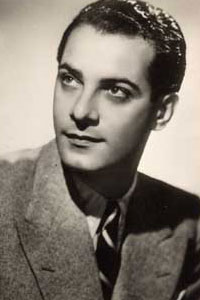
Georges Guétary

Georges Guétary (* 8. Februar 1915 in Alexandria; † 13. September 1997 in Mougins) war ein ägyptisch-französischer Sänger, Tänzer und Schauspieler.

## Leben
Mit 22 Jahren kam der in Ägypten geborene Guétary nach Frankreich, wo er eine Gesangs-, Tanz- und Schauspielausbildung absolvierte. 1944 hatte er neben Gilles Grangier in Le cavalier noir seinen ersten größeren Erfolg.
In der Folgezeit spielte, sang und tanzte er zahlreiche Operettenrollen an großen Bühnen weltweit, u. a. in London (Bless the Bride, 1947 und Latin Quarter, 1949) und Arms and the Girl am New Yorker Broadway, wo er für seine künstlerische Leistung mit dem Tony Award ausgezeichnet wurde.
Internationale Bekanntheit erreichte er jedoch durch seine Filmauftritte in Operettenadaptionen und dem Musical Ein Amerikaner in Paris an der Seite Gene Kellys.
Dennoch strebte Guétary keine Filmkarriere an, sondern kehrte in seine Wahlheimat Frankreich zurück, wo er u. a. am Châtelet-Theater in Paris auftrat und als Chansonnier mit Titeln wie Ciao Ciao Bambino und Rambino Erfolge feiern konnte.
1950 erhielt er die französische Staatsbürgerschaft. Ein letztes Mal trat Guétary 1996 öffentlich auf, um sein fünfzigjähriges Bühnenjubiläum zu feiern.

## Filmografie
- 1938: Quand le cœur chante
- 1947: Die Abenteuer von Casanova (Les aventures de Casanova)
- 1951: Ein Amerikaner in Paris (An American in Paris)
- 1954: Der Zigeunerbaron (Baron Tzigane)
- 1955: Liebe ist ja nur ein Märchen
- 1956: Vergiß, wenn Du kannst
- 1961: Musik aus aller Welt
- 1972: Kitsch-Kitsch
- 1980: Frénésie tzigane
- 1997: Somnia ou le voyage en hypnopompia